# Ezekiel Fryers
Ezekiel David "Zeki" Fryers, född 9 september 1992 i Manchester, är en engelsk fotbollsspelare. Han spelar som vänsterback/mittback.

## Klubbkarriär

### Manchester United
Fryers gjorde seniordebut för United i Engelska Ligacupen den 20 september 2011 då han startade bredvid Michael Carrick som mittback när United vann över rivalerna Leeds United. Han spelade som vänsterback i nästa omgång av ligacupen då United vann över Aldershot Town den 25 oktober 2011. Den 2 november 2011 kom han in som en avbytare för Jonny Evans när United vann över Oțelul Galați i Champions League-gruppspelet. Han gjorde Premier League-debut i en match mot Wolverhampton Wanderers då han kom in som avbytare för Patrice Evra i den 68:e minuten. Den 26 december kom han in som avbytare i den 46:e minuten för Jonny Evans i en Premier League-match mot Wigan Athletic.

### Tottenham Hotspur
Den 3 januari 2013 står det klart att Fryers lämnar Standard Liege för Premier League-laget Tottenham Hotspur

### Barnsley
Den 1 juli 2017 värvades Fryers av Barnsley, där han skrev på ett treårskontrakt.

### Swindon Town
Den 17 juni 2019 värvades Fryers av Swindon Town, där han skrev på ett tvåårskontrakt. Den 14 maj 2021 meddelade Swindon att Fryers skulle lämna klubben i slutet av säsongen i samband med att hans kontrakt gick ut.

### Stockport County
Den 11 september 2021 värvades Fryers av Stockport County, där han skrev på ett ettårskontrakt.

### AFC Eskilstuna
I februari 2023 skrev Fryers på för AFC Eskilstuna.